# Cricotopus aegyptius
Cricotopus aegyptius är en tvåvingeart som först beskrevs av Jean-Jacques Kieffer 1925.  Cricotopus aegyptius ingår i släktet Cricotopus och familjen fjädermyggor.
Artens utbredningsområde är Egypten. Inga underarter finns listade i Catalogue of Life.